# Delivery Man
Delivery Man (Una familia numerosa en Hispanoamérica, ¡Menudo fenómeno! en España) es una película de comedia estadounidense de 2013, escrita y dirigida por Ken Scott y protagonizada por Vince Vaughn. Es una nueva versión de la película canadiense Starbuck, estrenada en 2011.

## Trama
David Wozniak es repartidor de la carnicería de su familia, perseguido por unos matones a los que debe 80 000 dólares. Su novia Emma, una agente de policía de Nueva York, está embarazada de su hijo. Un día, David regresa del trabajo y encuentra a un abogado que representa a un banco de esperma (donde hizo 693 donaciones y ganó una suma de 24 255 dólares durante sus años de estudiante) que le dice que la clínica dio sus muestras a varias mujeres clientes de la clínica y como resultado ahora es padre de 533 hijos. De ellos, 142 se han unido a una demanda colectiva para obligar a la clínica de fertilidad a revelar la identidad de «Starbuck», el alias que había utilizado.
El amigo y abogado de David, Brett, lo representa mientras intenta mantener los registros sellados. Le proporciona perfiles de cada parte de la demanda; David los busca y encuentra momentos para actos de bondad al azar. Cubre a un actor con dificultades en su trabajo para que pueda asistir a un casting para un papel. Se hace pasar por un repartidor de pizza cuando ve a su hija peleando con su novio y le salva la vida mientras sufre una sobredosis de drogas. Considera darse a conocer pero, después de que los matones atacan a su padre, le permite a Brett contrademandar al banco de esperma por daños punitivos. Gana la demanda, recibe 200 000 dólares y mantiene su identidad en secreto.
David se arrepiente y piensa en revelar su identidad. Sin embargo, si decide hacerlo, perdería los 200 000 dólares que ganó en la contrademanda. Al revelarle a su padre que él es Starbuck, su padre paga la deuda de David. David finalmente revela su identidad en Facebook. Al ir a casa de Emma, descubre que ella va a tener un parto prematuro. En el hospital nace su bebé, le propone matrimonio a Emma y muchos de sus hijos se presentan a verlos. En la secuencia final, se muestra que David mantiene contacto con muchos de sus hijos.

## Reparto
- Vince Vaughn como David Wozniack
- Chris Pratt como Brett
- Cobie Smulders como Emma
- Andrzej Blumenfeld como Mikolaj Wozniak
- Bobby Moynihan como Aleksy
- Dave Patten como Adam
- Adam Chanler-Berat como Viggo
- Britt Robertson como Kristen
- Jack Reynor como Josh
- Madison McGrew as Rachel
- Amos VanderPoel as Taylor
- Matthew Daddario como Channing
- Jessica Williams como Tanya
- Damian Young como Williams
- Richard Poe como Loan Officer
- Bruce Altman como Mass Action Attorney
- Glenn Fleshler como dueño de la cafetería
- Jay Leno como él mismo
- Camille y Kennerly Kitt como hijas gemelas

## Producción
La película es una nueva versión de la cinta franco-canadiense Starbuck de 2011, que también fue dirigida por Ken Scott; Starbuck también fue el título provisional de la producción en inglés.
El rodaje comenzó en octubre de 2012 en el valle de Hudson del estado de Nueva York. Luego, el rodaje se trasladó a la ciudad de Nueva York, en particular Brooklyn y Manhattan. Respecto al número de extras, el actor Dave Patten dijo: «Éramos diez los que estabamos constantemente en los sets, así que realmente no nos uníamos a los demás que eran extras. Pero los diez nos convertimos en un gran grupo de amigos y fue realmente lindo. Generalmente hay muchos egos en el set cuando se trata de un elenco grande, lo que hace que la gente no se lleve bien, pero no tuvimos ese problema».

## Recepción
El sitio web recopilador de reseñas Rotten Tomatoes le dio a la película un porcentaje de aprobación del 40 % según las reseñas de 147 críticos, con una puntuación promedio de 5/10. El consenso del sitio dice: «Tiene un encanto innegablemente dulce y Vince Vaughn es eminentemente simpático en el papel principal, pero Delivery Man sufre en comparación con Starbuck, la exitosa comedia canadiense que la inspiró». En Metacritic, la película recibió una puntuación de 44/100 según reseñas de 33 críticos.
Peter Debruge de Variety escribió: «Delivery Man no se parece en nada a una película [típica] de Vince Vaughn, sino más bien una celebración sincera del acto de paternidad presentada en circunstancias radicalmente exageradas... el director demuestra el buen sentido de no meterse con el éxito, diseñando lo que equivale a una nueva versión escena por escena de esa película anterior, con la notable incorporación de Chris Pratt en su actuación secundaria más divertida hasta el momento». Michael Rechtshaffen de The Hollywood Reporter escribió que «es agradable ver a Vaughn saliendo de su zona de confort de hablar rápido en un papel que le exige ser más silencioso y reactivo, mientras que Pratt, de Parks and Recreation, eleva cómicamente el listón como secundario como un padre sobrecargado con ganas de volver a la sala del tribunal. Desafortunadamente, a Smulders no se le da la misma oportunidad de mostrar sus dotes cómicos vistos regularmente en How I Met Your Mother, el aclamado actor polaco Andrzej Blumenfeld (en su debut estadounidense) da una impresión más empática como el cálido patriarca de la familia Wozniak».